# John White Alexander

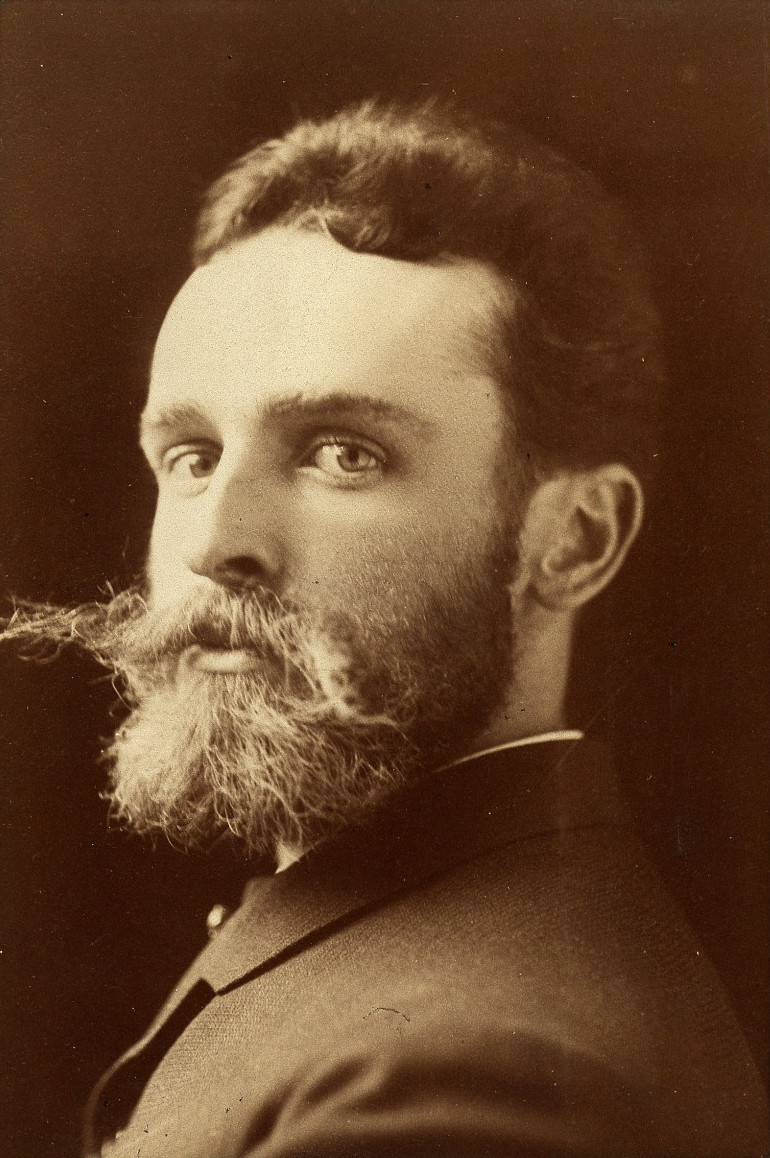
John White Alexander, Fotografie von Napoleon Sarony (1882/83)

John White Alexander (eigentlich John White, * 7. Oktober 1856 in Allegheny bei Pittsburgh; † 31. Mai 1915 in New York) war ein US-amerikanischer Maler und Illustrator.

## Biographie
Alexander verlor früh seine Eltern und wuchs daher bei seinen Großeltern in Pittsburgh auf. Als Zwölfjähriger arbeitete er als Telegrafenjunge, dort fiel seinem Arbeitgeber sein Zeichentalent auf, das er förderte. Im Jahre 1874 zog er nach New York, um bei der Wochenzeitung Harper’s Weekly als Illustrator und politischer Karikaturist zu arbeiten. Dort traf er die damals bekanntesten Illustratoren, wie Thomas Nast, Edwin Austin Abbey, Joseph Pennell und Howard Pyle. Nach seiner dreijährigen Lehre reiste Alexander nach München, um bei Frank Duveneck zu studieren. Infolge von Geldmangel musste er sein Studium abbrechen und arbeitete stattdessen für ihn. 1879 reiste er mit Duveneck und mehreren Begleitern, bekannt als The Duveneck Boys, nach Venedig und Florenz und traf hier auf James McNeill Whistler und Otto Bacher, von denen er die Kunst der Radierung erlernte. Von Whistler motiviert, setzte Alexander sein Studium in den Niederlanden und Paris fort.
Im Jahre 1881 kehrte Alexander zurück nach New York und erzielte große Erfolge mit seinen Porträts von Oliver Wendell Holmes, John Burroughs, Walt Whitman, Henry Gurdon Marquand, Robert Alan Mowbray Stevenson und den Präsidenten der Princeton University, James McCosh. Seine erste Ausstellung im Pariser Salon (1893) war so ein riesiger Erfolg, dass er im ersten Wahlgang in die Société Nationale des Beaux-Arts hinein gewählt wurde. John White Alexander war mit Elizabeth Alexander, Tochter von James Waddell Alexander, Präsident von Equitable Life Assurance Society, verheiratet. Aus der Ehe ging ein Sohn, James Waddell Alexander II (1888–1971), hervor. Nach der Heirat übernahm er den Geburtsnamen seiner Frau, um sich von anderen Künstlern mit Namen White zu unterscheiden.
1902 wurde John White Alexander zum Vollmitglied (NA) der National Academy of Design gewählt; zwischen 1909 und 1915 war er deren Präsident.

## Werke (Auswahl)

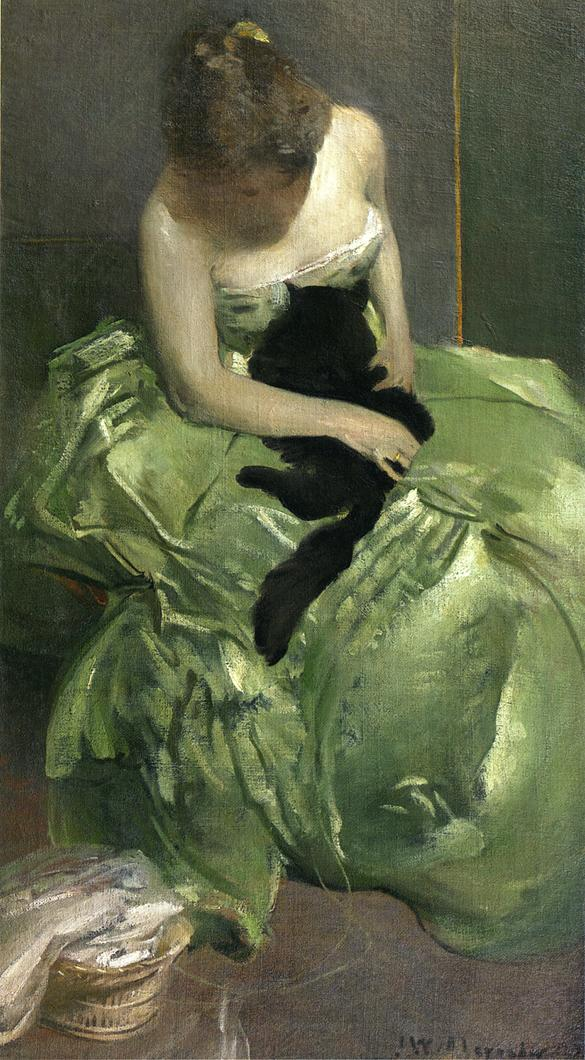
Frau im grünen Kleid, 1890
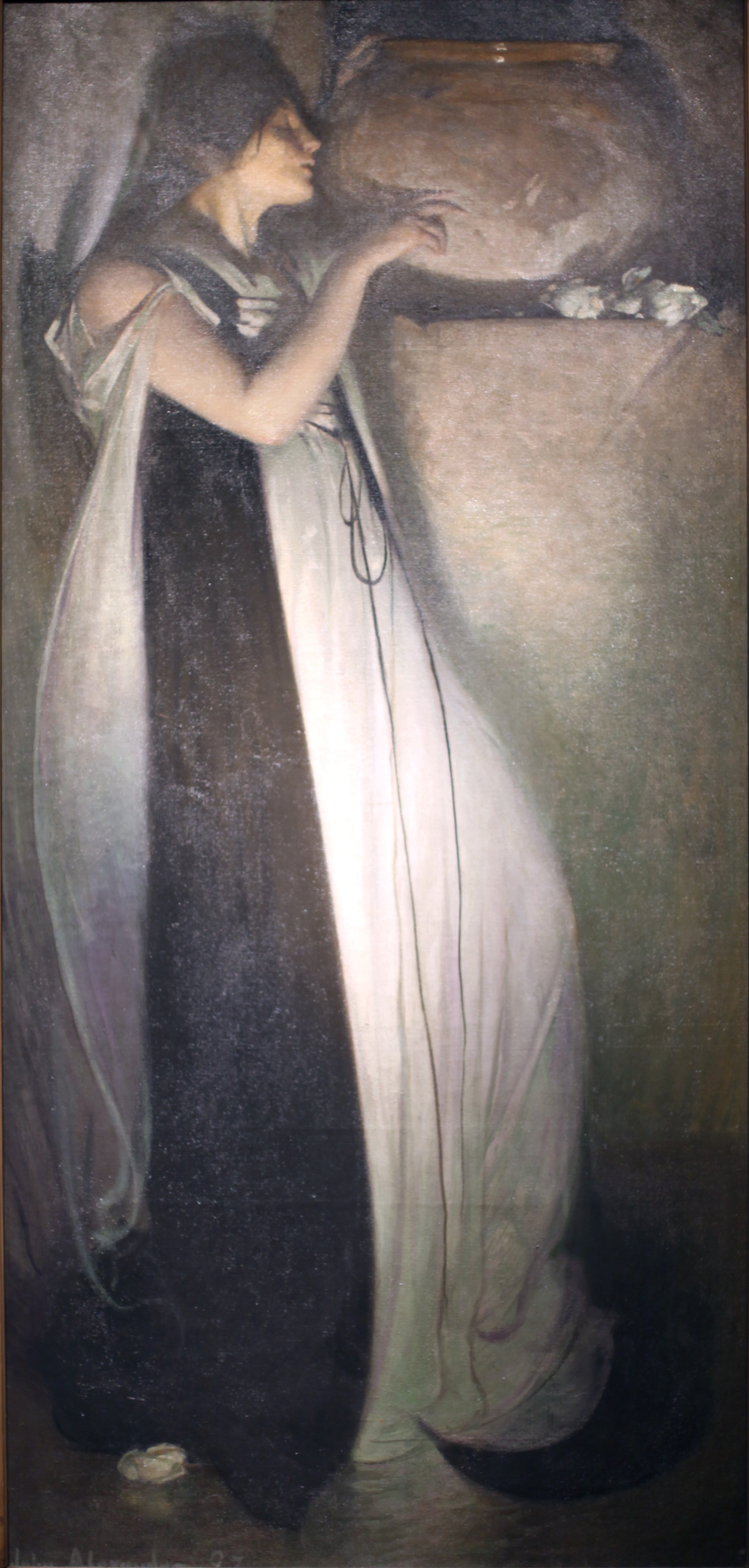
Isabell und der Basilikumtopf, 1897
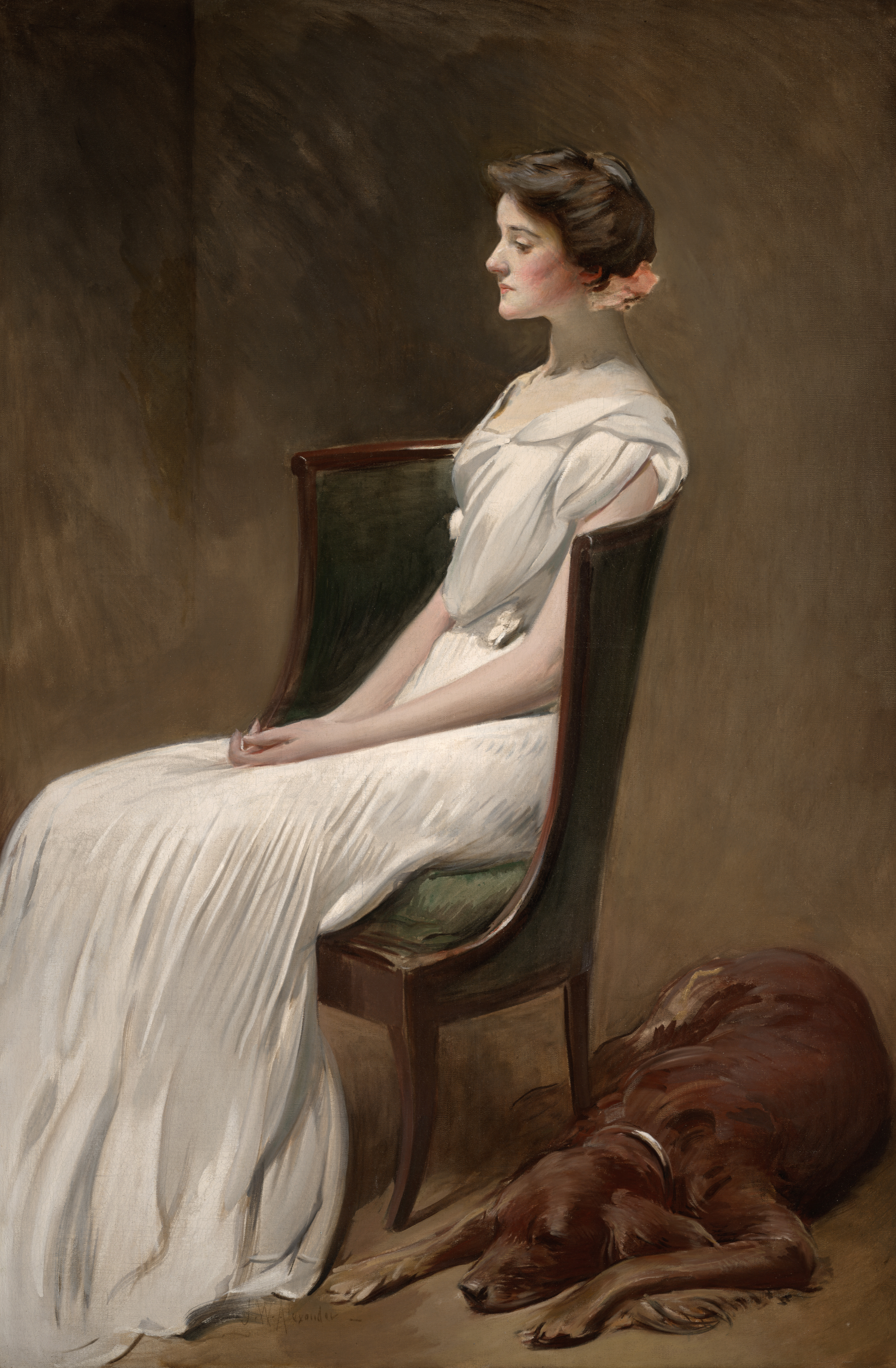
Bildnis Miss Dorothy Quincy Roosevelt, um 1902
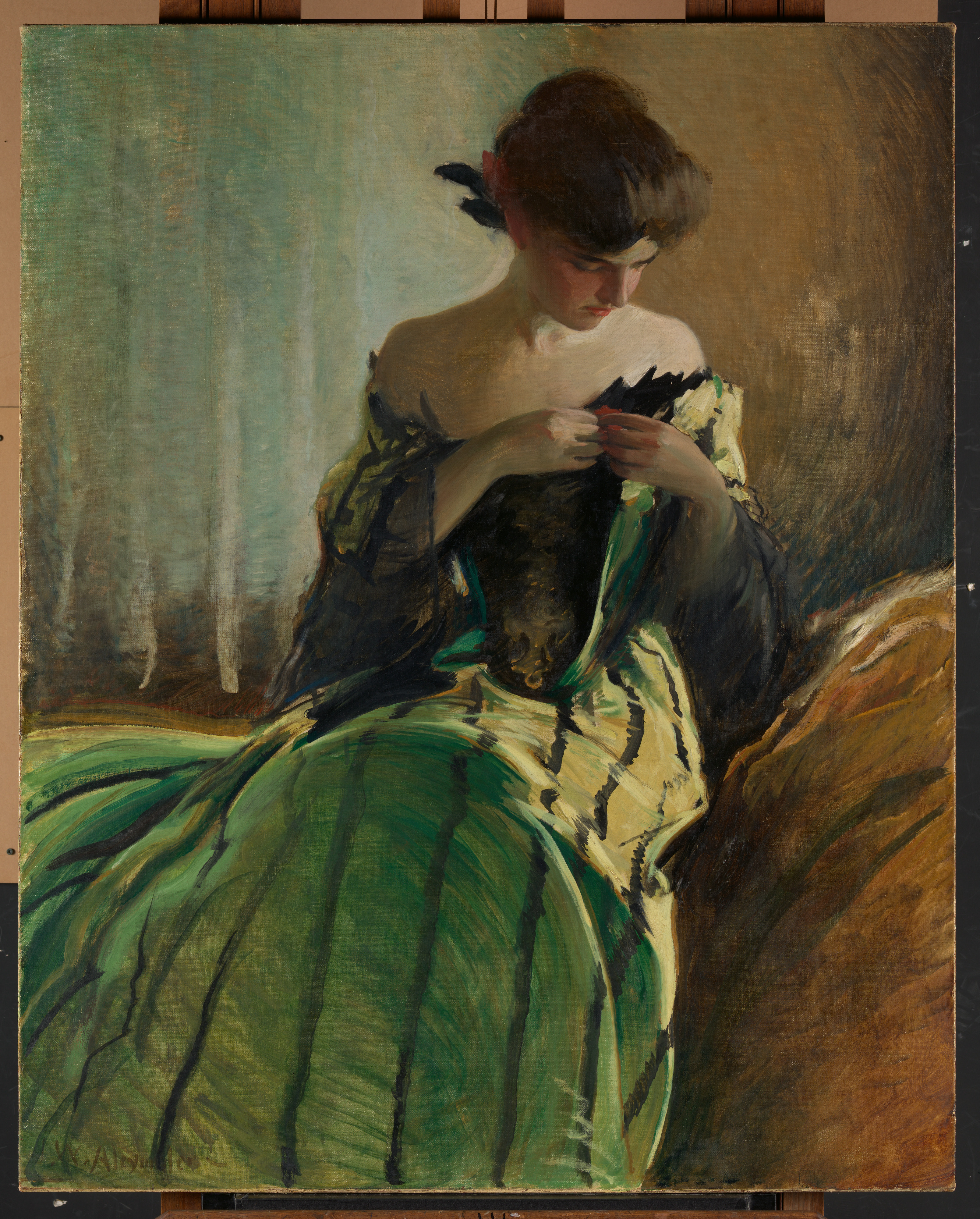
Studie in schwarz und grün, um 1006
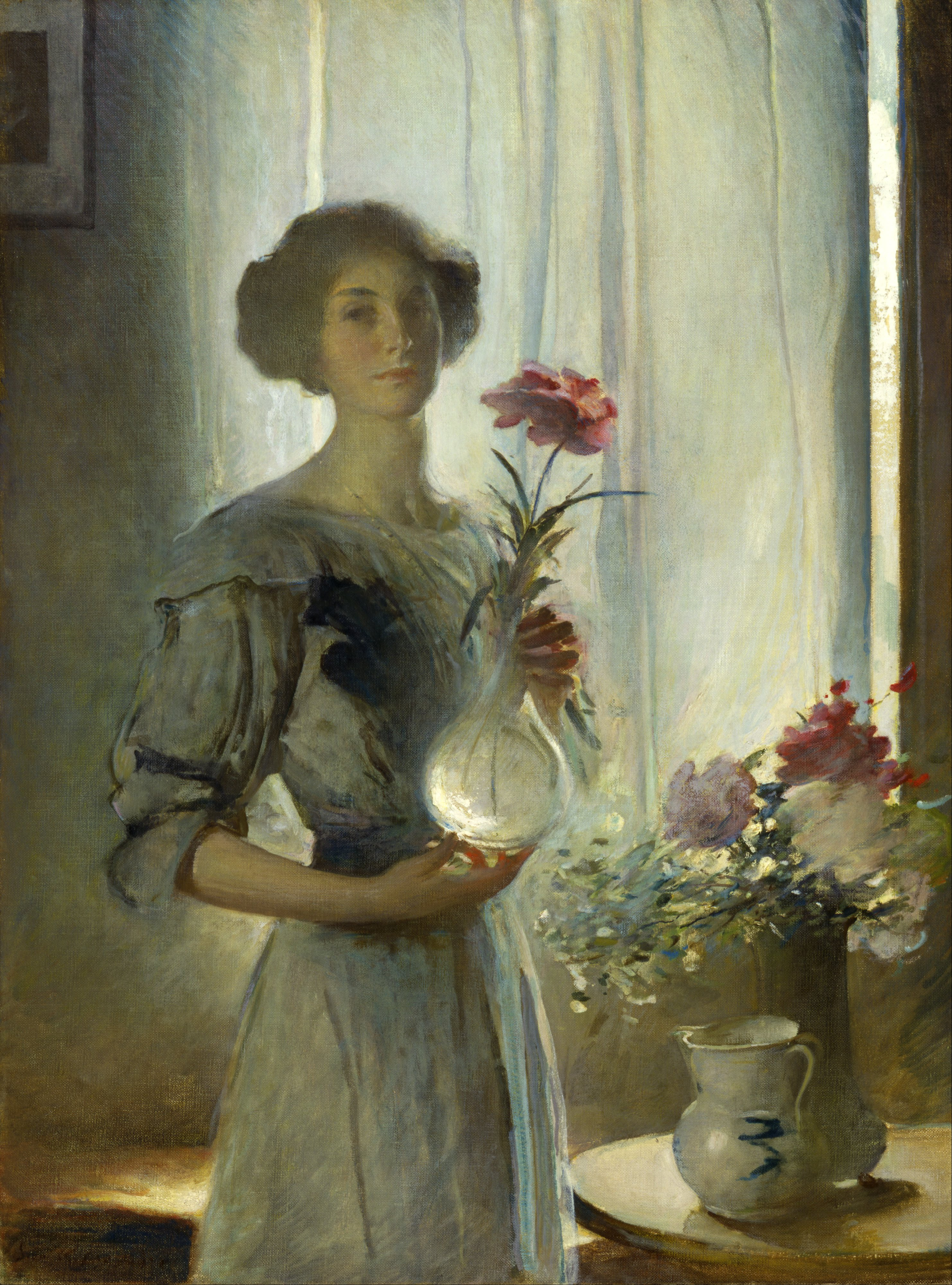
June, um 1911
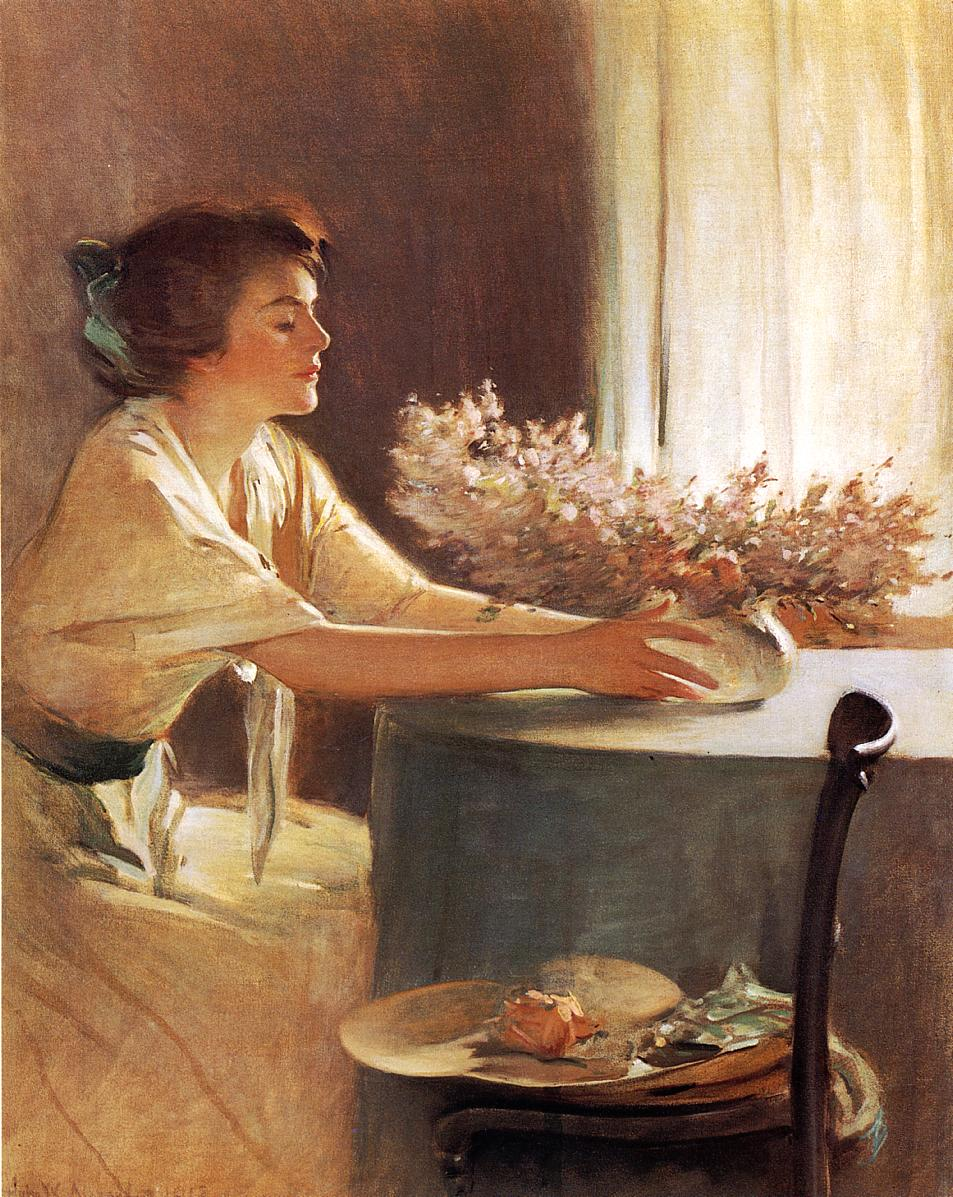
Frau mit Wiesenblumen, 1912
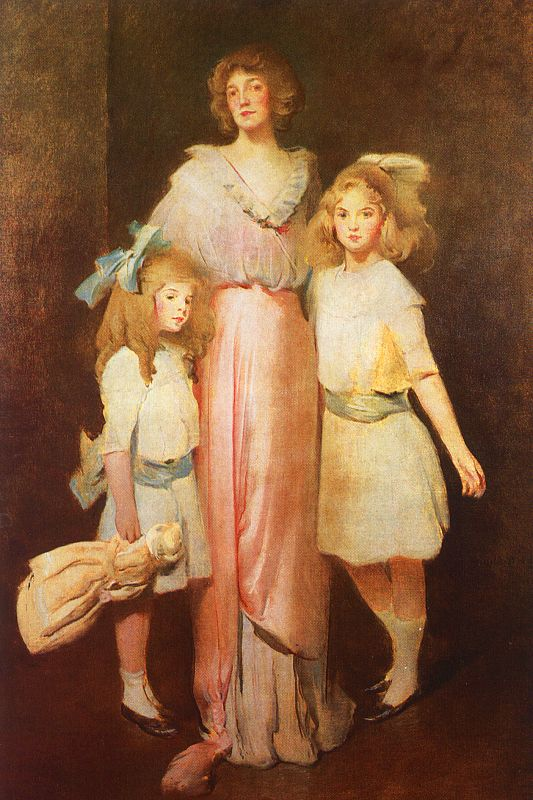
Mrs. Daniels mit zwei ihrer Kinder, 1913

## Ehrungen
- 1898: Mitglied der American Academy of Arts and Letters
- 1901: Chevalier des Légion d’Honneur
- 1902: National Academy of Design
- 1900: Gewinner der Goldmedaille auf der Exposition Universelle in Paris
- 1904: Gewinner der Goldmedaille auf der Louisiana Purchase Exposition in St. Louis